# Ṳ
Das Ṳ (kleingeschrieben ṳ) ist ein Buchstabe des lateinischen Schriftsystems. Er besteht aus einem U mit einem untergesetzten Trema.
Das Ṳ wird zur Verschriftlichung von Min Dong, einer chinesischen Sprache, verwendet. Die Umschrift, die dafür verwendet wird, kennt vier Buchstaben mit untergesetztem Trema. Von denen wird das Ṳ wie das deutsche Ü gesprochen (IPA: y). Das Trema ist deswegen untergesetzt, damit über dem Zeichen noch Diakritika zur Markierung des Tons positioniert werden können.
Unicode enthält das Ṳ an den Codepunkten U+1E72 (Großbuchstabe) und U+1E73 (Kleinbuchstabe).